# 反法西斯 (美国)

安提法的標誌

安提法（/ænˈtiːfə, ˈæntiˌfɑː/）是美國一場高度去中心化的左派反法西斯主义、反種族主義政治運動，由一系列无领袖抵抗團體或人士推動。與政策改革相比，他們更偏好以暴力及非暴力的直接行动達到目標。很多安提法行動不具暴力成分，比如派發傳單、張貼海報、发表演说、參與示威、因反種族主義和反白人民族主義的共同立場組成一個社群。他們會以一系列示威策略打击新納粹主義、白人優越主義等極右派極端主義支持者。与其他左派反对运动不同的是，他們可能會以網絡行動、人肉搜尋、騷擾、肢體暴力、刑事毀壞等手段去對抗他們所認定的極右派人士，乃至執法者。
運動參與者的政治立場多傾向於反权威主义、反資本主義、反國家主義，他們一般支持各類左派意識形態，像是无政府主义、共产主义、马克思主义、社會民主主義、社会主义，包括环保主义者、LGBT和原住民权利拥护者在内的一些其他美国左派人士同样支持安提法运动。「antifa」這個名稱和作為標誌的兩面旗徵（分別代表共產主義和無政府主義）都源自於德國的安提法運動。达特茅斯学院的史学家马克·布雷在研究安提法的专著《安提法：反法西斯主义手册》中认为反种族主义行动是当代美国安提法运动的前身
安提法運動支持和反對者各有之。美國一些左派人士批評安提法的直接行動具暴力成分、沒有實際效果，使得右派陣營更堅定。右派人士則把安提法認定為国内恐怖组织，或以其統稱所有左派或自由派人士舉辦的示威行動。一些學者認為安提法是對於極右派崛起的正當回應，並表示像泼奶昔般的安提法暴力行為跟右派暴力本質上存有不同。學者一般傾向於認為安提法跟白人優越主義的本質不同。
社交媒体上有不少恶作剧是為了抹黑安提法群體而散播的。很多另类右派和4chan使用者會在Twitter上假裝成安提法支持者，以進行假旗攻擊。右派媒體有時會把該些恶作剧有意或无意地采信為真，然後進行報導。 特朗普政府在乔治·弗洛伊德之死引发的示威活动爆發期間，曾表示它們是由安提法一手策劃的；不過根據對被捕者的分析，安提法與示威活动之間並沒有任何關聯。唐納·川普和威廉·巴尔一再呼吁将安提法認定為恐怖組織。学者、法律专家等人士認為，此举超越了給予总统的权力，並違反《美国宪法第一修正案》。數項分析研究顯示，安提法並不是美國的重大安全隱患，極右極端主義和白人優越主義反而才是美國需要面對的頭號風險。

## 概論

### 詞源讀法
英語「antifa」起初源自德語（Antifa）。在德國，「Antifa」為「antifaschistisch」（反法西斯主義者）的縮略語，並是組織「反法西斯行動」（1932-1933年）的别名。這個存活時間不長的組織深深影響了當地日後的安提法運動。德語「antifa」最早出现在1930年，它的全寫「antifaschistisch」則源自於意大利語「anti-Fascisti」（反法西斯主义者）。在2017年，「antifa」在《牛津字典》的年度词汇名單上成功入围，並稱它「在2017年从相对默默无闻，發展到英語的既定词汇」。
「antifa」並沒有統一的讀法，人們可能會在第一或第二個音節上加重讀音。

### 應用範圍
反誹謗聯盟表示，安提法此一標籤只應用於「主动跟他們所認定的法西斯主義者进行肉搏的人」，不應以其誤指所有反法西斯的行動者。记者康纳·弗里德斯多夫對「自稱屬安提法圈子的人」和「於街上參與反法西斯示威的人」加以區分。他认为「安提法和反法西斯主義者不能跟Black Lives Matter成員或Black Lives Matter支持者等同」。
在川普執政期間，安提法一詞成了「保守派的大帽子」，因為川普、行政官员、川普的基本盤、右翼評論家皆以此一標籤代指任何偏自由派或左派的抗議活動。像L·布倫特·博澤爾三世般的保守派評論家把Black Lives Matter標籤為「安提法」。媒体政客報導指「安提法一詞對於保守派來說十分有力……因为它是他們所恐懼的暴力昇華。他们担心一场全面的文化战争中出現這種暴力。而且此舉能讓他們為反對者刻上烙印」。亚历山大·里德·罗斯認為安提法一詞的普及跟「另类右派」此一用語的普及有關，安提法「只是形容願意為此參與示威的反種族主義者或反法西斯主義者」。

### 意識形態
運動參與者的政治立場多傾向於反权威主义、反資本主義、反國家主義，他們一般支持各類左派意識形態。它的支持者很多是无政府主义者、共产主义者、支持革命路線的社會主義者，不過社會民主主義者等一部分較溫和左派分子、環保主義者、LGBT和原住民權利擁護者亦會支持安提法運動。安提法運動參與者可能會以暴力對抗極右派及警方——這使得一些學者和媒體把其歸類作「極左派運動」或「激进運動」。
専門研究安提法的歷史學家马克·布雷（Mark Bray）指出：「绝大多数的反法西斯组织是非暴力的。但是，他们愿意用肢體去保护自己和其他人，以使他們免受白人優越主義者的傷害，并在法西斯主義者發展成奪命組織前嘗試先發制人，把之撲滅。這些特點使之不同於自由派反法西斯主義者」。安提法是一門泛左翼和沒有階級指揮的運動，支持者因反對右派極端主義、白人優越主義、中央集權的國家而團結起來。安提法參與者反對保守派和自由派式的反法西斯主義，他們大多反對主流的自由民主制度，「不安於主流政治現況」。與選舉政治相比，更偏好於直接行动。布雷表示：「绝大多数安提法是反對民主黨的中堅反资本主义分子」。像南希·佩洛西和乔·拜登般的民主党領袖皆曾譴責安提法和「所有的政治暴力」。儘管安提法反對民主黨和自由主義，但是一些右派评论家仍指責安提法受到「自由主义同情者」的幫助、「隶属於民主黨」、是「一個單一組織」、「受到像乔治·索罗斯般的自由主義金融家捐助」、「為Black Lives Matter示威的暴力主谋」、「反法西斯主義者就是真正的『法西斯主義者』」——馬克·布雷稱這些說法皆為錯誤。
反誹謗聯盟表示：「大多安提法份子来自於无政府主义运动或极左派，不過在2016年美國總統選舉結束後，一些政治光譜更偏向主流的人士開始參與這場運動」。馬克·布雷同樣稱：「不要忘記他們自稱為革命派。他們是超出了傳統自由派-保守派政治光譜的無政府主義者或共產主義者」。ABC新聞指出：「儘管人們常常形容安提法的政治傾向為『極左』，但多名專家表示參與者的激進程度各異，並可能跟共產主義、社會主義、無政府主義有所交集」。有线电视新闻网寫道：「安提法為反法西斯主義的縮略語。此一用語一般形容一群政治理念屬左派（通常是極左），但不為民主黨相容的人士」。英国广播公司稱安提法「正如其名，專注於打擊極右派，而非推廣極左意識形態」。

### 運動結構
安提法並非一個單一組織，而是多個自治團體或個人所推動的無領袖政治運動。该运动沒有嚴格的組織關係和指揮中心，參與者透過「关系松散的社会網絡、非正式的团结关系，分享跨越國界地域的極右派活動資訊」。馬克·布雷寫道：「參與者會對執法部門和極右派隱瞞有關政治活動……他們高度期望成員保持忠誠，並害怕反對者滲透，故組織規模相當細小」。布雷補充道：「安提法政治及所使用的方法，是專門為了打擊白人優越主義者、納粹主義者、新納粹主義者而設」。對於布雷而言：「他们绝大多数活动都不包含暴力成分。他們的角色就有點像私家偵探：透過多个社交媒体平台追踪新納粹主義組織」。他表示安提法的人肉搜尋「是為了告訴人們他們附近住了個納粹，向雇主明示他們請了個白人至上主義者……在夏洛蒂鎮事件過後，那些穿得一身卡其色、舉著提基火把的白人優越主義者需面對被解僱的命運，他們的家人亦嚴加斥責其行為」。
參與者一般透過社交媒體和網站組織一場示威活動。一些參與者會建立對等網路，或使用像Signal般的加密文本服務。《Salon》的乔内耶·德韦加（Chauncey Devega）形容安提法並非一群人，而是一門組織策略。一名安提法小組成員指出，安提法會以某人或組織「所屬或支持的團體」，去研究及確定「其是否屬於法西斯主義、另類右派、白人民族主義等等」。儘管「纳粹分子、法西斯分子、白人民族主义者、反犹主义者、伊斯兰教仇视者」仍有所重疊，但他們的主要关注點在於「赞同白人至上主义和白人分離主义，或直接与有關人士結盟的团体和个人。我们在使用這些用語時會盡量做到非常清晰準確」。科林·克拉克（Colin Clarke）和迈克尔·肯尼（Michael Kenney）皆指出，像反唐纳·川普抗议运动般的直接行动、反另类右派煽动者米羅·雅諾波魯斯遊行、在2017年团结右翼集会中跟新納粹主義者和白人優越主義者發生衝突，皆「顯示很多安提法支持者視川普為一個威胁到美国多元性、多种族民主的法西斯煽动者。这个因素有助于解释为什么安提法支持者這麼快為『让美国再次伟大』的支持者贴上法西斯主义的标签，以及为什么川普這麼快為安提法支持者貼上恐怖组织的标签」。
2016年美國總統選舉結束後，安提法運動開始慢慢壯大起來。截至2017年8月，全美至少有200個安提法團體，它們的人數和活動內容不一。這些團體多見於太平洋西北地区。

## 歷史發展

### 運動背景
當意大利独裁者贝尼托·墨索里尼連同其政黨於1920年代中期掌權時，對立的反法西斯主義運動亦在該國和世界各地（包括美國）應運而生。在美國，反法西斯主義運動的領頭人物很多都是從意大利流亡過來的無政府主義者、社會主義者、工团主义者。他們在團結工人和激進行動方面頗有經驗。在意識形態上，美國的安提法參與者視自身跟1930年代的反納粹分子一脈相承。原本为反对二战时期法西斯式独裁而组织起来的欧洲活動团体，在1970至1980年代間為了反對白人優越主義和光头党而重新湧现，有關趨勢最終蔓延到美國。
當代的安提法政治可以追溯至1970至1980年代的英國和之後的德國。在1970至1980年代間，英國的白人優越主義光头党開始有滲入朋克搖滾的趨勢，但卻面對朋克圈子內一股龐大阻力；在柏林墙倒塌後，德國亦湧現了一些新納粹主義支持者，於是當地年輕的左翼分子（包括無政府主義者和朋克粉絲）開始在街頭上集結，一起參與反法西斯主義運動。专栏作家彼得·贝纳特寫道：「在80年代後期，美國的左翼朋克粉絲开始效仿，不過他們為了接美國人打擊種族主義的地氣，而把自己這個團體稱作反种族主义行动」。
馬克·布雷認為反种族主义行动就是美國當代安提法團體的雛型。在1980年代後期至1990年代，反种族主义行动的成員會跟著較受歡迎的朋克搖滾和光头党乐队一起巡回，以使三K党成員、新納粹主義者等白人優越主義相關者難以在現場發掘新成員。他們的口號為「他們去哪，我們就跟到底」——其背後意思是他们会在音乐会上跟極右派活动分子对峙，并主动从公共场所沒收破壞他們的宣傳用品。白人至上主义团体「世界造物主教会」（World Church of the Creator）的负责人马修·F·黑尔於2002年在宾夕法尼亚州發表演講時，受到了反种族主义行动的成員打断，最終雙方爆發衝突，警方到場後拘捕了25人。玫瑰之都反法西斯主義運動於2007年在波特蘭成立，它很有可能是首個以安提法命名的組織。美國其他安提法团体則有著不同的起源。1987年在明尼阿波利斯成立的团体光头（Baldies）以直接對抗新納粹主義团体為要旨。2013年，反种族主义行动的激進派分支另行創立火炬安提法網絡，後者的分部遍佈全美。其他安提法团体則隸屬不同的聯盟，或自行獨立運作。

### 行動策略
加州州立大學聖貝納迪諾分校仇恨和极端主义研究中心主任布莱恩·莱文（Brian Levin）指出，安提法參與者「因認為媒體和政府皆由精英掌控，故此有需要透過從事暴力行為發聲，反對他們所認定的種族主義者」。馬克·布雷寫道，安提法的支持者「認為不應依靠警察或国家來阻止白人至上主义的发展，反而應視民眾為反法西斯的主力。這點正如我們在夏洛茨維爾所看到的般」。直接行动是安提法運動的重心。前安提法組織者斯科特·克劳（Scott Crow）在一次訪問中說道：
安提法的理念就是他們（右派）去哪，我們就跟到哪。該些仇恨言論不能算作言論自由的一部分。如果你的言论和背后的行动危及到了其他人，那么你就没权這樣做。故此我們要去製造衝突，把他們滅聲。因为我们不相信給予任何屬於纳粹主义或法西斯主义的派别一把喉舌的決定是正確的。
無政府主義網站「It's Going Down」上的一份指南警告說，不要接受「只是想找架打的人」。此外該網站亦寫道「抵禦法西斯主義者，甚至與其發生衝突，都是安提法的必要一環。但這並不是唯一要做的事；與之相比，其他工作更顯得重要」。

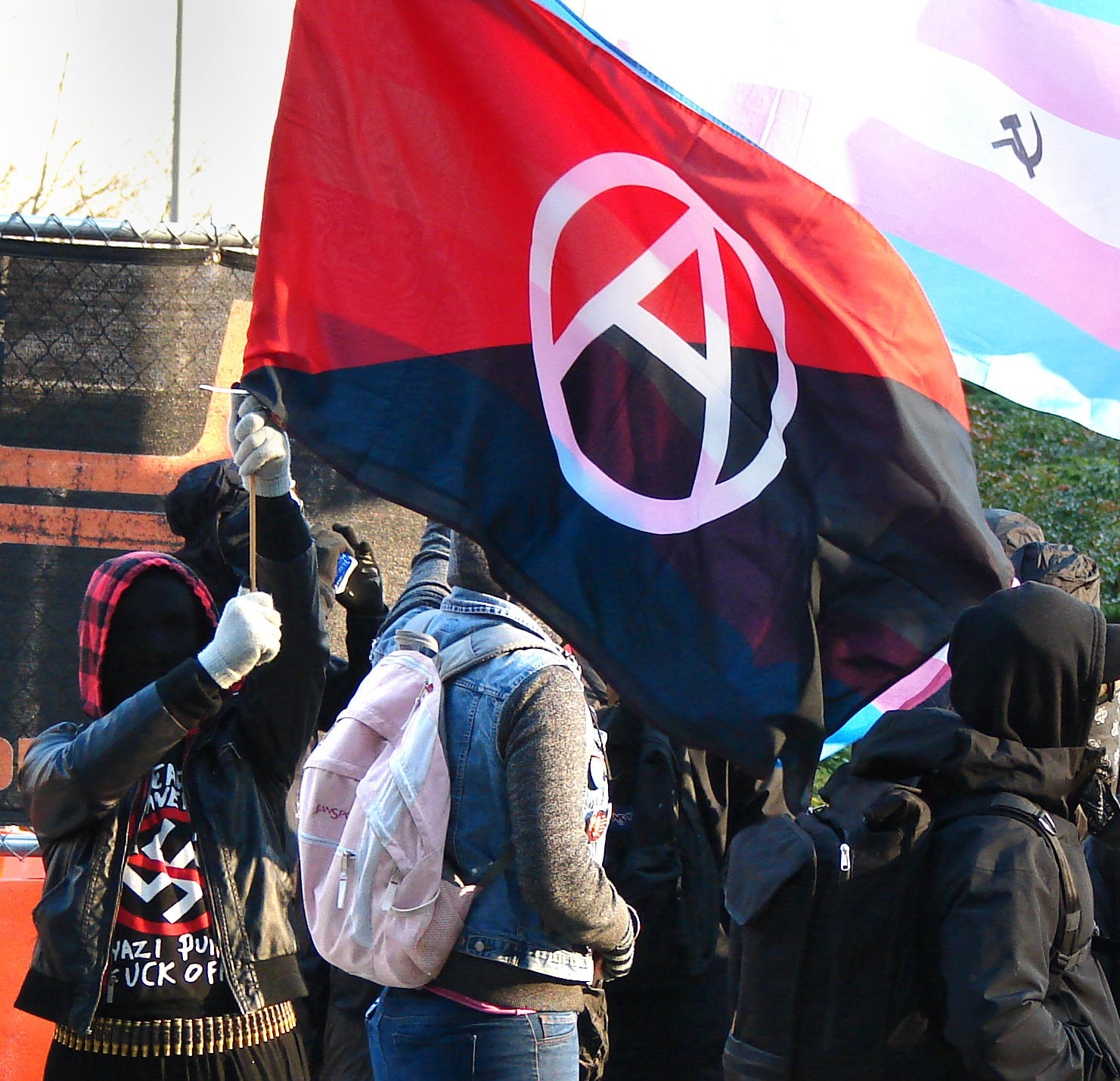
在2017年，安提法參與者（上圖）手持着略經修改的紅黑旗和跨性別旗參與示威

贝纳特（Beinart）表示，安提法參與者「嘗試找出白人至上主義者，然後讓老闆炒他們魷魚，使之永久驅逐於公司部門之外……此外還試圖打斷白人至上主義者的集會，過程中不排除使用武力」。《华盛顿邮报》上的一篇書評稱：「去平台化為安提法的策略之一，即不讓他們在公共場合中發表意見；阻挠活動進行、破坏宣傳物品；若參與者認為有必要，則使用暴力作威嚇」。全国公共广播电台指出，安提法的「做法充滿著對抗性……為安提法站台者亦不得承認他們有時會攜帶棍棒」。有线电视新闻网形容安提法「聞名於在示威期間破壞財物」。斯科特·克劳表示，安提法參與者相信破壞財物「不等同於暴力」。《洛杉磯時報》寫道，安提法示威者會參與「騷亂。攻擊一小撮特朗普总统的支持者，以及他們所認定的納粹主義者或白人優越主義者（他們的指責有時會出錯）」。在夏洛茨維爾，安提法參與者曾使用球桿和顔色液體去對付白人優越主義者。《堪薩斯城明星報》稱，當地警方在2017年9月要求擁槍者（包括安提法參與者和極右民兵組織3%的人）除下彈藥。
除此之外，安提法參與者還會參與互助行動，比如參與2017年颶風哈維吹襲後的救助行動。《国家》杂志的娜塔莎·伦纳德（Natasha Lennard）寫道，截至2017年1月為止，安提法團體仍在跟跨信仰團體和教會一起「推動全新的庇護運動，使40年來為難民和移民提供暫居空間的行動得以延續和擴展」。安提法參與者還會研究極右派的活動，以利於日後監察；举辦有關反法西斯活动的会议和工作坊；在书展和电影节上分发文学作品；倡議建立「可持续的和平社区」，比如幫忙打理社群花園。
很多安提法參與者會採用黑塊戰術——集體穿着黑色服裝和蒙面，以隱藏參與者的身份，促進團結。安提法參與者透過面罩「隱藏身份，避免對立陣營（有可能會對參與者進行人肉搜尋）、鏡頭或警方識別自身」，並以此擁護像「階級制度十分不智、以匿名來克制自我」般的信念。BuzzFeed新聞的约瑟夫·伯恩斯坦（Joseph Bernstein）稱，安提法參與者戴面罩的原因在於「他们害怕来自极右派和警察的报复。他们认为警察即使不是完全支持法西斯主义，也會對之表示同情」。
在乔治·弗洛伊德之死引发的示威活动期間，安提法屢度成為報章的焦點，當中有些報導認為他們需為示威活動的大多暴力事件負責。Vox上的一篇報導表示：「安提法參與者較常參與傳統形式的行動、派發傳單、因反種族主義和反白人民族主義的共同立場組成一個社群」，並引用馬克·布雷的說法，指他們「絕大多數」就是這樣行動。《衛報》在2020年7月的報導中訪問了「一位加州組織者兼安提法參與者」，她表示「特朗普有關安提法暴力的指控——特別是乔治·弗洛伊德之死引发的示威活动期間所提出的指控——是說給他的鐵桿忠粉聽的，以使他們認為應去襲擊示威者」。《纽约时报》在2020年8月訪問了公司曾在国会山自治区範圍之內的小企业老闆，他們大多認為自身所認定的安提法參與者需為多數暴力和恐嚇事件負責，但卻不會把之跟Black Lives Matter劃上等號。斯科特·克勞在2020年9月批評一份報告「將布加洛支持者和新納粹主義者的意圖殺人，跟人們因讨厌再有人踩在脖子上而破壞財產劃上等號」。

### 著名行動
安提法團體曾跟黑塊示威者一起參與反唐納·川普示威。他們亦參與了2017年2月伯克利的示威，反對另类右派煽动者米羅·雅諾波魯斯在當地發表演講。他們隨即成為主流媒體的焦點——它們報導指安提法示威者「砸破窗子、投擲汽油彈」，造成了至少十萬美元的損失。
2017年4月，有人以直接行动联盟（Direct Action Alliance）和俄勒冈州学生赋权组织（Oregon Students Empowered）這兩個「自稱安提法團體」的名義威脅說，若姆尔特诺默县的共和党在當地參與第82屆玫瑰大道游行，那麼游行將會受到武力中斷。游行組織者收到了一封匿名電郵，當中寫道：「你也看到了我们在區內勢力有多大。即使是警察，也无法阻止我们封路，所以请你明智地考虑一下你的决定」。上述兩個組織皆否認跟這封電郵有關。最後組織者建基於安全上的考慮，只好取消游行。
《纽约时报》報導指，安提法人士在2017年8月來到夏洛蒂鎮的2017年团结右翼集会現場，並「以棍棒和有色液體襲擊白人優越主義者」。阿黛尔·斯坦（Adele Stan）這名記者在場訪問了某位安提法示威者，他表示「由於右派聘了一群惡棍暴民」，故他們攜帶棍棒到場是正當的。夏洛蒂鎮的一些安提法參與者反复喊着，反示威者應「給納粹一點顔色看看」。安提法參與者亦還在白人優越主義者的襲擊底下保護在場的康乃爾·韋斯特和各路神职人员。韋斯特及後表示安提法「救了自己一命」。安提法參與者亦守護聯合循道會，夏洛茨维尔神职人员协会在該間教會為反示威者提供茶点、音乐、培训。當地一名拉比指出，安提法反示威者「以棍子驱赶白人優越主義者」。
在一連串暴力事件發生後，反對波士顿言论自由集会的示威者趨向了和平。此一活動總計有4萬名和平示威者參與。麦克凯·科宾斯（McKay Coppins）在《大西洋》上表示，總計有33人因參與暴力事件被捕，而他們「大多受到少数安提法煽动者怂恿」。總統特朗普把反對他參與鳳凰城2017年8月集會的示威者形容為「安提法」。

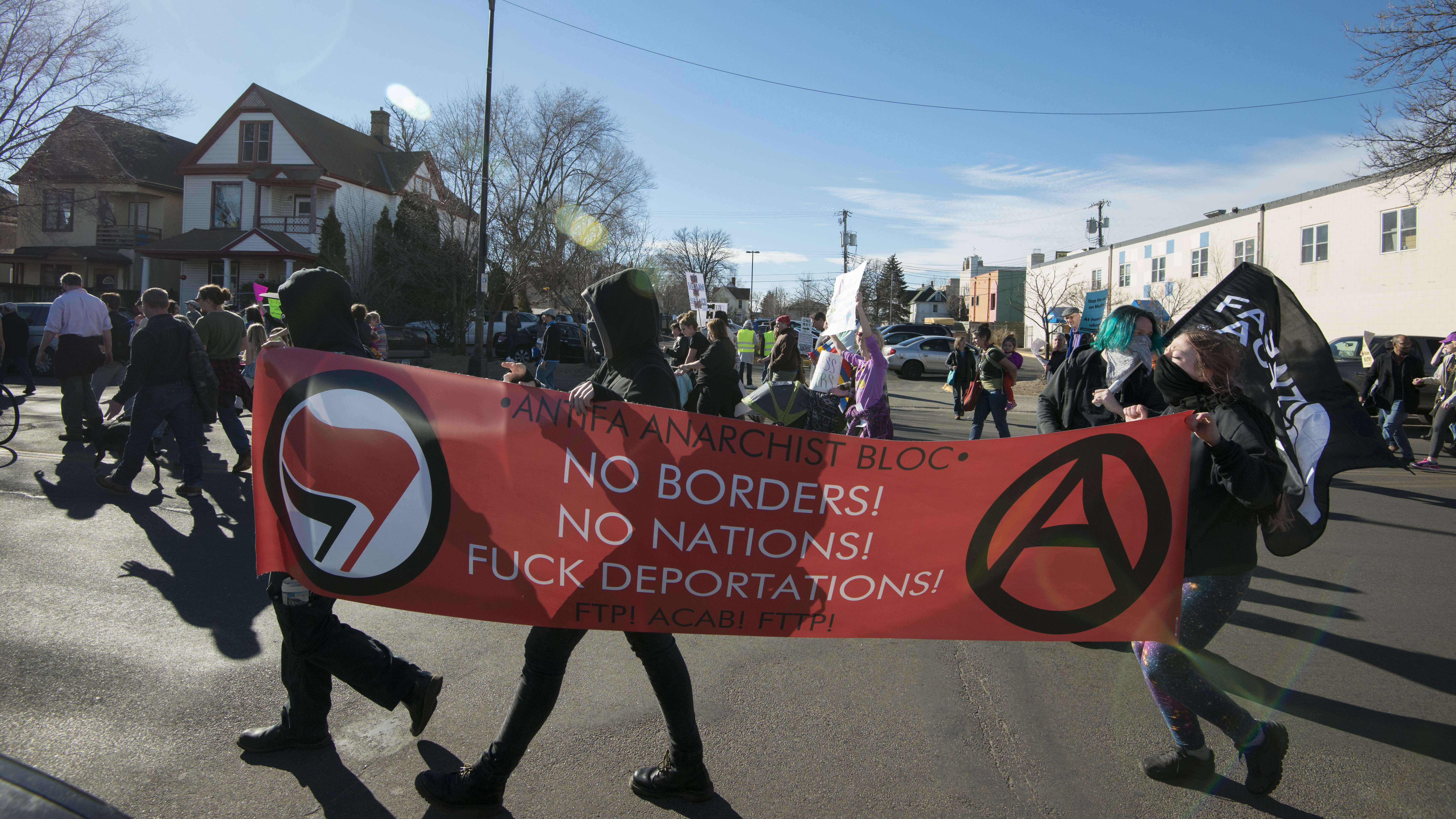
明尼阿波利斯市的示威者於2017年舉着安提法横幅

據估計，在2017年8月27日的伯克利市抗议活动上，有100名安提法參與者連同2000-4000名非安提法示威者一起跟舉着「向馬克思主义说不」的另類右派示威者和特朗普支持者对峙。而主辦者早因安全考慮決定取消該場集會。示威者破壞了拍攝他們的攝錄器材。伯克利市市长杰西·阿雷金建議把安提法歸類為「帮派」。極右團體爱国者的祷告在反示威後取消了原定計劃的三藩市活動。爱国者的祷告創辦人乔伊·吉布森（Joey Gibson）認為安提法和BAMN應為活動取消負責。
2018年6月，內布拉斯加州一個安提法團體把領英上的資料整合成一張名單，上面列有1,595名美国移民及海关执法局職員的名稱和個人照片。
2018年11月，有人在《每日傳訊》創辦人塔克·卡森家外示威，警方及後调查了安提法團體「粉碎种族主义特区」（Smash Racism D.C.）。美联社形容塔克·卡森為「總統當勞·特朗普及其政策的大粉絲」。「粉碎种族主义特区」的成員以擴音器表示卡森在散播仇恨，并高呼「我们会跟你鬥一場，我們知道你夜晚睡在哪！」。他們亦在卡爾森家的車道上噴上無政府主義象徵。該一團體在Twitter上面公開了卡森、卡森的兄弟、《每日傳訊》共同創辦人的住屋地址，違反了Twitter的用戶守則，故其官方帳號遭到移除。
2019年2月，安提法參與者在喬治亞州斯通芒廷遊行，以慶祝白人至上主义兼新聯邦主義者的集会计划因内讧和人身安全問題而取消。白人至上主义组织原本是想在超级碗周末期间於地标石山游行，以吸引注意力。石山公园以「对公众健康或安全有即時明確的危险」为由，拒绝许可他們在那遊行，不過这些团体卻選擇无视之。但由於後來Facebook和Twitter终止了他们的组织账户和页面，一位团体领导人亦因「担心来自反抗议者的暴力」而拒絕出席，故原定计劃只好取消。100多名安提法參與者因此在邻近的村庄和平游行，並烧掉一个三K党人的肖像，期間高呼「另類右派晚安」、「三K党去死」等口号。遊行結束後他們加入了美国全国有色人种协进会和南方贫困法律中心於皮德蒙特公园舉辦的一场民权集会。

## 各界反應

### 學術界
馬克·布雷表示：「鉴于白人至上主义和法西斯组织從過去至今所造成的威胁，故有組織的集體自衛不仅正当，而且十分必要」。地理系講師兼就當代右派此一議題著有専著的亚历山大·里德·罗斯（Alexander Reid Ross）則認為，安提法團體「能有效引导民众自发以有组织、有聚焦點的方式对抗法西斯主义」。曾參與反2017年团结右翼集会示威的學者康乃爾·韋斯特在一次採訪中說道：「若沒有反法西斯主義者和無政府主義者的幫助，我們早就被人群壓得像曱甴般」。他表示當時有20名反集会示威者被他称为「新法西斯主义者」的游行者包围。
诺姆·乔姆斯基這名學者形容安提法為「送給右派的一份大禮物」，並稱「该运动注定會自我毁灭，并在左派外圍自成一角」
。曾就極右派和法西斯主義出版專著的埃莉诺·佩妮（Eleanor Penny）批評了乔姆斯基，表示安提法「一次又一次地在物理層面上保护了当地居民免受种族主义暴力的侵害，并阻止法西斯中堅分子进一步踏入主流政治」。一些左派「反安提法主义者」認為，安提法打击的並不是结构性种族主义，而是自由民主制的一些表徵，这样做會使之跟革命拉開距離。歷史學家兼《異議》（Dissent）雜誌編輯迈克尔·卡辛寫道：「非左派經常視左派目無法紀、顛覆秩序。暴力傾向正好坐實這一看法。」 歷史學家魯斯·本-吉亞特認為「扔奶昔跟殺人不可混為一談，但因为当权者与右派结盟的關係，任何反对右派暴力的异议和煽动，都会顯得适得其反……左派军事化会使右派当权者和盟友镇压左派的行為正當化」。
新聞學兼政治科學系教授彼得·贝纳特寫道：「安提法相信他們是在反抗威權主義。大多參與者反對中央集權的理念。但安提法分子以保护弱势之名，來授权自己決定哪些美國人可以公開集會與否。這種權威並沒有建立在民主的基礎上……那些阻止共和党人在波特兰街头安全集会的人，可能认为自己是在反對美国右翼內日益壯大的威權傾向……但事实上，他们最不可能成為反對威權者的盟友。」A·M·吉特利茨（A. M. Gittlitz）和娜塔莎·伦纳德（Natasha Lennard）反對乔姆斯基等人的觀點。他們分別以2017年夏洛蒂鎮事件和2018年3月理查德·B·斯宾塞暂停大学之旅作例子，指上述事件為「一場勝利」 、「一針見血地反驳了安提法為『送給右派的一份大禮物』的說法」。

### 民權組織
反誹謗聯盟稱：「大多民權組織批評安提法的策略十分危險，而且欠建設性」。聯盟在2017年批評安提法使用暴力等「不可接受的策略」，並警告說這會為右派極端份子提供發掘成員和宣傳的材料。聯盟在2020年亦特地指出，過去數十年極右團體造成了數以百計的兇殺案；相比之下只有一宗兇殺案疑似跟安提法有關。
南方貧困法律中心認為不應把安提法認定為国内恐怖组织，因為這會威脅到公民自由。該中心表示雖然安提法參與者「有參與過小规模冲突和刑事破壞」，但与极右翼极端分子所造成的致命威胁相比，「實在顯得小巫見大巫」。

### 執法機關
在2017年6月，新澤西國土安全與準備辦公室認定安提法跟「無政府極端主義」有關。它在2019年改變了看法，稱「安提法是一門聚焦於種族主義、性別歧視、反猶太主義等不公義問題的運動。大多安提法參與者並不提倡或贊同暴力；但該項運動的參與者有著不同的政治取向，當中包含極端無政府主義分子——他们试图采取暴力行为，以推进各自的议程」。《政客》在2017年9月獲得了政府內部機密文件，並採訪了政府相關人士。結果顯示美國國土安全部和联邦调查局皆認為「無政府極端分子」煽动了2016年4月一系列公众集会暴力事件。
聯邦調查局長克里斯托弗·A·雷在2020年6月4日的一份新聞稿中提到，「像安提法般的無政府主義者」正利用「这种情况推動极端主义暴力议程」。他在2020年7月向美国参议院司法委员会作供時稱，調查局「认为安提法並非一個組識，反更多認為它是一門意識形態」。他後來在9月17日对立法者重申了这一点。此一說法跟特朗普就安提法提出的指控相矛盾，因此使兩者關係惡化。美联社報導稱，雷「并不否认安提法參與者的问题十分严重」，他表示「聯邦調查局已就我們所認定的『无政府极端暴力分子』进行『適當的事先調查』」，其中包括對認同安提法的人進行調查。聯邦調查局認定安提法为一門運動或意識形態，而非「一個團體或組織」。雷繼指「美國近年發生了不少由白人至上主義等極端种族意識形態推動的致命暴力事件」，不過今年「大多致命暴力事件跟反政府分子（比如無政府主義者、民兵）有關」。
2020年8月，美國國土安全部推出了三份報告草稿，當中沒有將安提法視為具有國內恐怖主义風險，反之把白人優越主義評定為「頭號風險」，有關級別比起國外恐怖主義組織還要高。

### 議院议员
2017年8月29日，民主党的美国众议院政党领导人南希·佩洛西譴責了安提法參與者在柏克萊市從事的暴力行為。
共和黨參議員比爾·卡西迪和泰德·克鲁兹於2019年7月提出了一項將安提法認定為國內恐怖組織的無約束力決議。
共和黨參議員湯姆·卡頓在2020年6月提倡採用軍事力量去平息針對警暴和種族主義的全國性示威，並呼吁部署第101空降师去打擊他所認定的「安提法恐怖分子」。克鲁兹指责「安提法示威者組織了這些恐怖行为」，呼吁「對安提法等恐怖主義組織進行系統性執法」。
2020年美國總統選舉民主黨初選候选人乔·拜登在2020年9月譴責了安提法參與者的暴力行為。他此前曾譴責所有政治派別的暴力行為，認為他們應和平表達訴求。

### 川普政府
2017年8月，有人在白宫聯署網站我们人民上發起聯署，呼籲總統唐納·川普把安提法正式界定為「恐怖組織」。白宮次年回應指聯邦法律內沒有機制能把某組織認定為恐怖組織。请愿书的起草人及後表示，他起草這篇请愿书的目的在於「把支離破碎的右派勢力團結在一起……一起視安提法為攻擊對象」。
《政客》在2017年訪問了一位不願透露姓名的執法官員。他指自從川普執政之後，兩邊的極端主義者皆變得更為活躍，相關情況在2017年团结右翼集会以後更為明顯。一项内部评估承认，執法者無法完全滲透到「這些去中心化的分散組織」。同年美國國土安全部和聯邦調查局皆在監察與恐怖主義有關的安提法可疑活動。
在2020年5月至6月期間，美國司法部長威廉·巴尔指責乔治·弗洛伊德之死引发的示威活动當中的暴力「是無政府主義及其他極左派組織以類安提法手段為之」，並稱「安提法等組織」的行動符合「國內恐怖主義」的定義。总统国家安全事务助理羅伯特·C·奧布萊恩的看法與巴尔相近。特朗普在Twitter上發文，指責「安提法等激進左派」參與暴力事件，及後一再承諾聯邦政府會把安提法認定為「恐怖組織」。不過川普並沒有這樣做的權力，因為聯邦法律規定只可認定某個國外組織為恐怖組織，而安提法並非一個特定組織，而是一場關係鬆散的運動。法律專家等人相信，認定安提法為恐怖組織將會違反《美国宪法第一修正案》及正當程序條款。馬克·布雷稱，安提法因「組織關係鬆散，沒有那麼大規模引發川普所指責的種種行徑」，故不能認定為恐怖組織。此外布雷表示，右派在乔治·弗洛伊德之死引发的示威活动中试图「將一切怪在安提法頭上」，并认为安提法「以白人為主體」，乃屬「赤裸裸的種族主義思想——暗示他們认为黑人不可能這麼大規模地組織起來」。
《国家》杂志在2020年6月2日就联邦调查局华盛顿地区中心局的一份内部形势报告進行報導，當中联邦调查局表示「没有情报表明安提法參與了」5月31日华盛顿地区的暴力抗议活动。2天後巴尔宣稱：「證據顯示安提法等极端主义团体，以及不同政治派别的行为者都有份煽動或參與暴力事件」。不過川普政府沒有就此一說法提出證據 ；而且没有证据表明安提法參與者有份參與煽动抗议或暴力，也没有证据表明安提法在示威當中扮演重要角色。布雷表示，虽然「幾乎可以肯定安提法的一些參與者參與了各種形式的抵抗」，但「无法确定确切人数」。截至2020年6月9日，51名被檢控者當中沒有一個涉嫌跟安提法有關。截至2020年9月16日，沒有一個安提法或左派團體被檢控方控告跟騷亂有關。
特朗普在2020年8月的一次採訪中指責有一些「幕後黑手」在控制他的競選對手乔·拜登，他宣稱：「这个周末有一輛飛機从某个城市開出，機上全是身穿深黑色衣服，攜有裝備的暴徒……他們就是掌控街頭的那幫人」。特朗普的言論類似於前幾個月在社交媒體流傳的虛假訊息——它們都在指責满载安提法參與者的飛機和巴士正準備入侵社區，並稱此一行動的幕後黑手為乔治·索罗斯。巴爾在2天後宣稱，他得悉安提法參與者「正在坐着飞机到处走……我們會密切追蹤他們」。不過他們倆的說法皆沒有證據證明。 路透社報導指：「熟悉官方抗议和逮捕情報的执法、情报和国会官员皆於週二表示，他们手上的事件或报道資料並不能夠證實特朗普的轶闻」。
於2020年8月離任的國土安全情報與分析辦公室副部長布莱恩·墨菲（Brian Murphy）在次月發表了一篇吹哨人投訴，當中宣稱国土安全部部长查德·沃爾夫和他的副手肯·库奇内利指示他「修改情報評估，以使內容跟特朗普總統就安提法和『無政府主義組織』所發表的言論相符」。2020年9月18日，特朗普公开批评联邦调查局局长克里斯托弗·A·雷，并暗示他可能因就安提法和俄罗斯干预2020年美国大选所發表的证词而被解僱。
2020年9月25日，特朗普政府公布了「美国黑人白金计划」（Platinum Plan for Black America）的细节。根据该计划，安提法及三K党將視作恐怖组织起诉。该计划没有提及其他白人民族主義組織，亦不會就極右恐怖主義提出起诉。

## 研究分析
犯罪學教授加里·拉弗里為了回應2017年团结右翼集会上所發生的事而進行了一項研究，當中研究了安提法跟恐怖主義的關係。結果在2018年發表，其總結道：「儘管那些事件跟恐怖襲擊有著不少共通之處」，但安提法參與者在集會上的行動「並沒有包含全球恐怖主義數據庫要求恐怖主義須具有的所有元素」。儘管它符合「次國家行為者」「行使或威脅行使暴力」，但其欠缺「事件的意向性」，即「行为人有意识计算的结果」。拉弗里亦對「安提法能否視作一個『組織』」表示存疑，强调「将恐怖主义与安提法等非法暴力区分开来是很复杂的一件事」。
中間派智庫战略与国际研究中心（CSIS）在2020年6月匯整出一個數據庫，當中包含了美國自1994年以來的893宗恐怖襲擊。《衛報》在2020年7月對進行分析，結果顯示1994年以後沒有一宗兇殺案跟安提法或反法西斯主義有關。該報指出，只有维勒姆·范·斯普隆森一人的死跟反法西斯主義有關。他因涉嫌以汽油彈試圖燒毀一間美國公司而被警方開槍射殺。相比之下，美國白人至上主義者等極右派人士則在同一跨度內造成了329人死亡 。《衛報》引述了全球反仇恨和極端主義計劃共同創辦人海蒂·贝里奇（Heidi Beirich）的言論：「安提法不会像右翼极端分子那样到处杀人。兩者並不能夠等同。我有时会批评安提法在集会上和纳粹打架，以及那种暴力。但我想不出安提法參與者被指參與謀殺的例子」。大力推動CSIS数据库建立的反恐专家塞斯·琼斯（Seth Jones）跟《衛報》說道：「左派暴力從來不是重大恐怖主義威胁……最主要的国内恐怖主义威胁来自白人至上主义者、反政府民兵和少数与布加洛运动有关的人士，他们试图在美国推動内战」 。
CSIS數據庫在2020年10月加入了迈克尔·雷诺厄尔（Michael Reinoehl）謀殺亚伦·丹尼森（Aaron Danielson）一案。当调查仍在进行时（2020年9月），布莱恩·莱文指出若雷诺厄尔真有參與在內，那麼這將會是近代史上首宗安提法支持者被控謀殺的案件。拉弗里回應指：「這宗案例很可能會納入全球恐怖主義數據庫，成為首宗跟安提法有關的恐怖襲擊」。莱文補充道：「最大的威胁仍然是极右翼白人至上主义团体。但你也看到Facebook已成為小團體和獨行俠們滋生的土壤」。
网络危机研究所及罗格斯大学的研究者於2020年9月發表了一份報告，其表示包括安提法在內的左派份子於「邊緣網壇」上分享將警察去人化的迷因、發表暴力言论、协调骚乱活动。美国之音將報告總結為「像安提法般的極左運動即使為去中心化，比起極右運動沒那麼致命，但亦有能力將和平示威激化至與執法機關的暴力衝突」。据美国之音报道：「司法部没有对任何左翼团体提出与騷亂有關的指控。極端主義專家表示，虽然安提法的確存有暴力威脅，但其程度仍不及極右派團體」。反极端主义計劃高级研究分析师乔希·利波夫斯基（Josh Lipowsky）表示：「去中心化的安提法運動不像具組織性的極右團體般那麼具威脅性」。

## 惡搞誤傳
右派政治家、媒體、活動家皆在宣揚有關安提法為「擁有領導者，兼獲得秘密捐款的單一組織」的陰謀論，特朗普政府的官員及其在2020年參選時的競選團隊都在宣揚這種陰謀論。

#### 2017年8月揍人照片惡搞活動
2017年8月，虛假的安提法推特帳戶開設了一項名為#PunchWhiteWomen（揍白人女性的臉）的照片惡搞活動。Bellingcat的研究者艾略特·希金斯发现，該由4chan組織的假安提法帳號，挪用了英國女演員安娜·弗利爾在2007年女性援助組織反家暴活動中，飾演被打女性的照片。照片加入了安提法旗織，並配上以下标题：「投票给特朗普的53%白人女性就該這個樣子」。另一張攝有一名受傷女性的照片則配上以下標題：「她選擇成了個納粹，現在是時候為自己的選擇付出代價」，該篇推文亦附有#PunchANazi（揍個納粹）的主題標籤。希金斯对英国广播公司表示：「这是一次易懂且相当可悲的尝试，但如果白人民族主义团体今后试图发动更為复杂的攻击，我不会感到惊讶」 。在2017年团结右翼集会過後，社交媒體亦流傳著一張類似的假照片。其原本出自雅典於2009年發生的一場騷亂；在經過網民修改後，便成為一張顯示「衣服上面畫有安提法標誌的人以一面旗子攻擊警察」的照片。在2017年拉斯維加斯槍擊案過後，網上亦流傳著有關槍手就是安提法「成員」的假消息。另一個騙局就是有人以虛假的安提法帳戶在Twitter上讚揚槍擊案本身。還有個吸引不少人的假安提法帳戶在发布了一个源自俄罗斯的地理标签后，被Twitter封鎖。右派媒體經常將該些虛假的安提法帳戶誤信為真。

#### 2017年10月安提法叛國陰謀論
2017年10月，有人開始在YouTube上散播針對安提法的陰謀論，稱他們計劃在下個月發動叛亂或內戰。此一陰謀論的推動者有亚历克斯·琼斯、卢西恩·温特里希、保罗·约瑟夫·沃森、史蒂芬·克勞德等極右派人物。此一陰謀論以拒绝法西斯主义舉辦多場反唐纳·川普抗议运动為基礎。抗议活动按计划进行，没有造成重大破坏。

#### 2020年5月黑人被警察謀殺引发的全國示威活动
在乔治·弗洛伊德之死引发的示威活动期間，社交媒體亦流傳著將要開展安提法活動的假消息，致使至少41個城市的居民感到恐慌。2020年5月31日，有人以新建的Twitter帳號@ANTIFA_US煽動暴力。Twitter在次日確定它跟白人民族主義組織Identity Evropa有關，於是封鎖之。FBI华盛顿外勤办公室表示，示威者在2020年5月31日於华盛顿特区開展示威活动時，一个极右翼团体的成员在社交媒体上「号召极右翼破坏分子袭击联邦探员，对示威者使用自動火器」。保守派新闻机构、支持特朗普的個人社交媒體用戶，以及一堆假賬號皆在示威期間散播有關安提法組織前往小城市、郊區、農村社區，預備在那煸動騷亂的假消息。2020年5月到6月期間，拉腊·洛根一再在福斯新聞頻道上散播有關安提法的虛假消息，比如發布一份有關安提法作戰計劃的假文件、把一個笑話當作安提法組織嚴密的證據。2020年6月，特朗普的私人律师魯迪·朱利安尼在《英格拉漢姆視角》上宣稱，安提法、Black Lives Matter、共产主义者正一起「摧毀我們的司法制度……把你的财产拿走，交给其他人」，並在沒有證據的情況下宣稱他們從外部勢力那邊獲得大量資金。朱利安尼此前曾批评经常成为阴谋论目标的乔治·索罗斯，称他為这些团体和示威活动的金主。

#### 2020年6月虛報安提法威脅
2020年6月，某個在华盛顿州福克斯露營的多民族家庭被指參與安提法活動，致使他們受到騷擾，甚至因外人蓄意伐木，而被困在營地。在科達蓮，一群右翼武装自卫队员佔领了街道，以回应安提法份子正在前往當地的虛假消息。索诺拉的和平示威者亦因這類型的假消息而受到威脅。在俄勒冈州克拉马斯瀑布，數百名攜武器者因相信俄勒岡州國民警衛隊的一名空中指揮官所散播的安提法謠言，而滙集在一起。在2020年8月的一次采访中，特朗普散布了类似的阴谋论，稱那些「身穿深黑色衣服，攜有裝備的暴徒登上了飞往华盛顿的飞机，以破坏2020年共和党全国代表大会」。同月，一个假冒的安提法網站把用戶重定向到喬·拜登的總統競選網站。虽然這明显是「将民主党与安提法拉到一塊去的技倆」，但右派人士抓住了这一点。Zignal实验室的一项研究发现，安提法活動是有關示威的三大陰謀論之一；其餘兩個則為指責「喬治·索羅斯有份參與」和「弗洛伊德之死是假的」。一些反对安提法的聲音也是人為操縱的。彭博新聞的纳费萨·赛义德（Nafeesa Syeed）寫道：「研究者在關注跟俄羅斯有關的網絡活動時，發現一個得到最多轉載的連結就是呼籲將安提法認定為恐怖組織的請願書」 。

#### 2021年1月特朗普支持者冲击美国国会大厦事件
在2021年1月，極右活動家和特朗普支持者又再一次散播有關安提法的陰謀論，稱安提法需為特朗普支持者在特朗普慫恿下所發起的冲击美国国会大厦事件負責。眾議院議員莫·布魯克斯、马克·伯恩斯（Mark Burns）、卢·多布斯、加州参议院少数派领袖香农·格罗夫、勞拉·英格拉漢姆、迈克·林德尔、 阿拉斯加前州长莎拉·佩林、德州总检察长肯·帕克斯顿 、埃里克·特朗普、林伍德皆有在散播此一陰謀論。眾議院議員保羅·戈薩拉是首名錯誤指責安提法需為事件負責的國會成員。眾議院議員馬特·蓋茨宣稱臉部辨識系統公司XRVision已確認闖入國會的人就是安提法份子，但XRVision其後稱他的說法「完全錯誤」。MSNBC的史蒂夫·贝宁将高萨尔、盖茨等人的说法形容为「赤裸裸的疯狂」，展現出认知上的失调。他指出，极右翼暴徒并没有试图隐瞒自己的身份或有多麽忠心，随后还得到了特朗普的赞扬。骄傲男孩的领导人在社交媒體服务Parler上，曾透露他們计划穿着与安提法有關的「全黑」服裝，「低調地參與」集会，显然是为了将任何暴力事件的责任推给安提法。右翼社交媒体网站TheDonald.win的用户就「安提法需要對此負責」的說法感到憤怒，其中一篇貼文稱「看到人们把忍够的美国人的荣耀归功于安提法，真是令人作呕」。在第二次川普彈劾案期间，川普的律师迈克尔·范·德·维恩在參議院上錯誤地指責「沖擊國會案的首批被捕者之一為安提法的領導者」。FBI表示，沒有證據顯示安提法參與了暴力冲击。

## 延伸閱讀
- Coale, Robert S. . García, Hugo  (编). . New York: Berghahn Books. 2016: 187–199. ISBN 978-1-78533-139-8.
- Jackson, Wll. . Australian Broadcasting Corporation. ABC News. 2020-06-01  [2020-06-01]. （原始内容存档于2021-02-18）.
- Massot, Xavier; Scott, Crow; Van Deusen, David.  2nd. Shawnee Mission: Breaking Glass Press. 2002. ISBN 9780979167102. OCLC 906021712.
- Sunshine, Spencer. . The Battleground. 2019-08-05  [2020-06-01]. （原始内容存档于2020-12-23）.
- Vysotsky, Stanislav. . Critical Criminology. 2015, 23 (1): 235–253. doi:10.1007/s10612-015-9267-6.
- Vysotsky, Stanislav. . London: Routledge. 2020  [2020-11-22]. ISBN 9780367210601. （原始内容存档于2020-11-21）.